# ふれあい広場・サンデー九
『ふれあい広場・サンデー九』（ふれあいひろば・サンデーきゅう）は、1976年（昭和51年）10月3日から1985年（昭和60年）9月29日まで札幌テレビ (STV) で放送された社会福祉関連の情報番組。司会を務めた坂本九の冠番組でもある。全462回。放送時間は毎週日曜 9時00分 - 9時30分（JST）。
本項では、2011年（平成23年）4月8日から2014年（平成26年）3月28日までSTVラジオで放送された同名ラジオ番組についても記述する。

## 概要
STVが1962年から1971年にかけ年末に開催していた小児麻痺対策を目的とした日本初のチャリティー特別番組『グランドチャリティショー』にて坂本九が1963年の第2回開催から司会として出演し、これをきっかけにSTVと坂本の関係が深まり、より福祉に徹した番組を作ろうとの考えで生まれたのが当番組である。番組名は日曜午前9時の放送と坂本九に掛けたものとし、福祉分野に日の当たらない時代のなか幅広い層に見てもらうべく親しみやすい人材が必要として坂本が起用され当初は「硬派なテーマに軟派なタレントは相応しくない」との反対意見がありつつ、当初1年間の放送予定だったものの共に考える番組の姿勢が好感を得て初年度は視聴率平均7-8%・最高で10%を上回る放送回も有り身障者からの喜びの意見や寄付などの様々な要望が寄せられるなど好評だったことから放送を延長。テレビ番組のほか1978年には番組の名場面や関係者のコメントなどを集めた写真集「ふれあい」の頒布や、1982年8月1日には番組300回記念イベントとして「さっぽろ車イスマラソン」といった多元的な展開も行った。スポンサーは、北海道電力が一貫して一社提供で担当していた。
坂本は月に平均して2-3回来道し北海道内の福祉施設へ訪れ、障碍者の生活を取り巻く問題や話題を道内や日本国内はもちろんのこと、北欧やオランダなどの海外取材も行って伝えていた。また、聴覚障碍者にも番組を「観て」もらうべく、全編にテロップを入れて、生放送の時は手話通訳で放送していた。坂本はSTVも参加している日本テレビ系列の『24時間テレビ 「愛は地球を救う」』のSTV担当司会も1978年の番組開始時から務めていた。
1985年（昭和60年）、8月12日に発生した日本航空123便墜落事故で坂本が死去。10月上旬の本放送を予定していた7月29日に栗山町で行われた「ノビロ学園」のワークキャンプ、7月29-30日に蘭越町内の「黒松内つくし園」系列のレクリエーション施設「ふれあいの里」開業記念のキャンプに参加したロケが生前最後の北海道での収録となり、8月18日放送で「坂本九さんをしのぶ」の副題で追悼企画を実施し翌9月まで収録済みの内容を放送。坂本の事故死に際し、共同作業者の永六輔は「障害者問題と取り組んだ地味な番組だったが9年間続きこの仕事には脱帽する」「この番組の九は北海道だけの九だった」と評価している。
9月23日にはSTVホールで坂本と同行していた小宮勝広マネージャーの合同追悼式「坂本九さんをしのぶ会」を実施、STVや社会福祉関係者が発起人となり妻の柏木由紀子・長女の大島花子・次女の大島舞子や小宮マネージャーの妻が出席し、1963年からの足跡を振り返るVTR上映や福祉施設利用者を交えたコンサート、山本達雄STV社長から柏木への感謝状授与、最後に参列者全員での「上を向いて歩こう」の合唱を行い、9月29日の最終回ではこれまでの番組内容の総集編と合わせ追悼イベントの様子を放送した。最終回のサブタイトルは「あの笑顔あのふれ愛 九ちゃんありがとう」。番組では、「坂本九が9時から9年間放送した番組」と9のつながりのコメントがあった。この他同年の『24時間テレビ』も例年通り坂本がSTVローカルの司会を務める予定だったが、事故により実現せずSTVアナウンサーが担当。事故から2週間後の放送ではSTVホールの舞台に坂本の遺影が置かれ、エンディングの全国中継ではホールの出演者・ボランティア・観客全員で黙祷を捧げ、冥福を祈った。
2015年（平成27年）3月26日、ABCテレビ『ビーバップ!ハイヒール』で各地の記念館がテーマとなった回にて、北海道栗山町の坂本九思い出記念館も紹介された。その際、設立経緯が本番組の取材にあるとしてロケ時の再現ドラマが流れたほか、本番組の実際の放送映像も一部放送された。

## 主題歌
- 何かいいことありそうな（作詞：奥山侊伸 作曲・編曲：坂田晃一 歌：坂本九）

## 終了時の出演者
メイン司会
坂本九
アシスタント
宇都宮庸子

## 放送リスト
出典：

## スタッフ
- ディレクター：上田豊（STV）
- 脚本・構成：佐々木逸郎[21]

## ラジオ版
「坂本九ふれあい記念館」を運営する栗山町の知的障害者授産施設「ハローENJOY」代表の橘文也らが中心となり、上記のテレビ番組を引き継ぐラジオ番組として、2011年（平成23年）4月8日よりSTVラジオにて、同名タイトルで復活した。当初は『牧とのりおのスーパースクランブル』に内包され、毎週金曜16時 - 16時15分に放送された。2013年（平成25年）4月から『どさんこラジオ』に内包されてからは、毎週木曜16時 - 16時15分に変更され、2014年（平成26年）3月28日に放送終了した。
当番組も社会福祉をテーマにしており、北海道社会福祉協議会の協力により制作された。毎回、福祉に関わる道内の団体や事業所を紹介する内容となっており、取材先からのレポートや、関係者をゲストに招いてのトークが行われていた。
坂本九の長女の大島花子、次女の舞坂ゆき子、妻である柏木由紀子も不定期にゲスト出演し、たびたび取材先でのレポーターも務めていた。